# Emoční psychologie
Emoční psychologie je oblast psychologie, která se zabývá zkoumáním subjektivních zážitků – emocemi člověka doprovázené fyziologickými změnami. Rozlišuje jejich intenzitu, trvanlivost, předmětnost (vztažnost k něčemu, někomu). Rozděluje je na city, afekty, nálady a vášně.
City a emoce člověka jsou mnohotvárné co do intenzity, délky trvání a vlivu na celou činnost. Významným znakem citových stavů je jejich časové ohraničení, t.z., že na určitou dobu mohou rozhodujícím ovlivnit chování člověka. Tedy mohou, ale také nemusí (jsou lidé, kteří se dokáží ovládnout), protože citové stavy jsou podmíněny zvláštnostmi působících podnětů prostředí i danostmi samého člověka, vlastnostmi jeho osobnosti.
K citovým stavem zařazujeme: afekty, nálady, vášně.

## Afekty
Jsou silná bouřlivě probíhající a různě dlouho trvající citová vzplanutí.
Vážou se na nějaký konkrétní obsah. Jsou výrazem postoje k něčemu (zděšení, smutek za někým, strach z něčeho apod.). Vedle projevech takových znaků, afektů, jako jsou velké vegetativní změny (zblednutí, zarudnutí) a prudké motorické reakce (zatínání pěstí, skřípání zuby, ničení věcí), lze při afektu pozorovat i tyto pravidelnosti a zákonitosti jejich průběhu:
- Afekt má tendenci přenášet se
- Při afektu zpravidla vystupuje cílovost, případně cílení afektu na uspokojení (odreagování)

Obsah afektu často plně zaujme vědomí člověka. Často natolik, že neumí kontrolovat své chování.
Člověk, který se nachází ve stavu afektu, si obvykle dostatečně neuvědomuje co dělá, není schopen předvídat následky svého chování.
Svým průběhem afekty vyvolávají:
1. Vegetativně změny – projevují se např. v červenání, zblednutí, ve změně činnosti žláz s vnitřní sekrecí a i.,
2. Narušení dynamiky korových procesů – což se projevuje např. ve snížení vědomí, v nižší soudnosti, v strachu a pod.
3. Motorické reakce – můžeme je sledovat v mimice, pantomimike, v skřípání zubů, v zatínání pěstí, bouchání po stole a pod.

Během afektu dochází v psychice člověka k takovým změnám, jako je snížená soudnost (člověk nesprávně hodnotí a posuzuje situaci), zúžené vědomí (člověk je soustředěn pouze na úzký okruh podnětů, které afekt vyvolaly). Oslabená je regulující úkol mozkové kůry, v důsledku čehož nabývají převahu podkorová centra. V afektu člověk „ztrácí hlavu“. Řízení v afektu (afektivní řízení) jakoby se člověku vymykalo zpod kontroly, není jím plně řízeny.
Nejednou dochází k situaci, která se označuje jako patičky afekt. V jeho průběhu je možné rozlišit tři fáze. Pro první je typické to, že člověk ztrácí schopnost správně posoudit situaci. Má snížený obsah vědomí. Patičky afekt vrcholí v druhé fázi, kdy dochází ke ztrátě vědomí a k amnézií (ztrátě paměti). Třetí fáze patičky afektu je už jakési doznívání. Projevuje se v apatii, vyčerpanosti, někdy i v litování a Kajan. Kořen vzniku afektivního stavu spočívá:
- Ve zvláštnostech situace, která afekt vyvolala (konfliktových situace, zda nezdravé mezilidské vztahy se mohou stát příčinou afektivního reagování i u jinak klidného člověka)
- V zvláštnostech samého člověka (např. Citově labilní, těžko se ovládající člověk může afektivní reagovat i na obyčejnou maličkost)

U lidí určitého osobnostního typu může dojít i k akumulaci afektu. Projevuje se v tom, že se afekt postupně hromadí, ale navenek se neprojevuje. No najednou, v jistém okamžiku i při slabém a indiferentním podnětu (tzv. Spouštěcí moment) dojde k afektivnímu výbuchu. Ten se může projevit v bezmocné zlosti, pláči, ale může být i velmi prudký, dramatický, destruktivní. Při opakování může vést i k poruše osobnosti (např. Neuróza).
Sklon k afektu mají většinou lidé s narušenou rovnováhou takových základních nervových procesů jako je vzruch a útlum, resp. u kterých převládá vzruch nad útlumem. Častěji se s afektem setkáváme u lidí méně vzdělaných a nevychovaných, hysterických. Nejednou i u těch, kteří si nenavykli kontrolovat průběh a dynamiku svých citů.
Zkoumáním afektů a jejich průběhu se dále zjistilo, že:
- Afekt má tendenci iradiovat se, šířit se na osoby, na věci, na děje a místa, která vzájemně nějak souvisejí
- Při afektivní reakci zřetelně vystupuje zacílení afektu na odreagování, k uspokojení

Afekt se mnohem snadněji překonává v počátečním stádiu. Hůře se s afektem bojuje tehdy, když už vznikl a probíhá. Důležité je, aby si člověk uvědomil svůj afekt a stejně činy a následky, ke kterým může dojít. Ovládání afektu a boj s ním do značné míry závisí na morálních vlastnostech člověka, od způsobu výchovy a životních zkušeností.

## Nálady
Co do délky trvání a intenzity jsou protikladem afektů.
Nálady jsou víceméně trvalým citovým stavem, který dodává všem ostatním zážitkem určité emocionální zabarvení.
Jinak řečeno, nálady jsou dlouhotrvající citové stavy slabší intenzity. Mohou výrazně ovlivnit psychickou činnost a chování člověka. Vyvolávají jejich různé události, které mají pro člověka nějaký význam, případně i tělesný stav (zdraví, svěžest, únava).
U lidí pozorujeme převážně tyto základní nálady:
- Povznesená až expanzní nálada – projevuje se veselostí, bujarosti, zvýšeným sebevědomým, průbojností, úsilím jednat, v extrémních projevech nezkrotností, vystatovačnosťou i výstředním smíchem. Tato nálada vznikne u člověka zejména tehdy, když zažije něco příjemného. V povznesené náladě člověk kuje velké plány, je přesvědčen, že překoná překážky, kterých se předtím obával. Tehdy prociťuje přátelský vztah dokonce i vůči těm, na kterých se dříve díval nevraživě.
- Skleslá až depresivní nálada – vyznačuje se všeobecnou skleslostí, pasivitou, nezájmem, ztrátou sebedůvěry, bočení od lidí. Může se dostavit u člověka, který přežil nějaký neúspěch. Nejčastěji se projevuje ve formě melancholie (zamlklost až plačtivost, pomalé duševních funkcí i tlumenost celého chování), nebo ve formě úzkosti (vystrašenost, strach, panika, podezíravost, naříkání, ale i bezcílně pobíháním apod.)
- Zlostná nálada – nejčastěji se projevuje vztahovačností, podrážděností, urážlivosťou, zvýšeným sebevědomím i útočností. Je příznačná více pro stáří jak pro mladší věk.

Výsledek výzkumů nálad (zejména depresivních) ukazují, že je nemusí vyvolávat jen velké společenské, či osobní problémy. Hádky mezi lidmi, manželská nevěra nebo rozvod mnohem častěji vyvolávají depresivní (resp. i zlostné) emocionální stavy, jako ty problémy, kterým lidé musí čelit jako skupina, či kolektiv. 
Příčiny nálady nemusí člověk ani vždy znát, případně si je hned uvědomit. Nálada člověka v mnohém závisí:
- Od lidí a věcí, které ho obklopují doma, na pracovišti, na ulici i na procházce přírodou,
- Od prostředí, ve kterém žije, pracuje, odpočívá.

Člověk nemusí a ani by neměl pasivně podléhat svým či cizím náladám. Člověk vědomě dokáže ovládat své náladové projevy, i když to nemusí být vždy snadné. Proto by také neměl svým náladám podléhat, ale naopak vědomě jejich regulovat. 

## Vášně
Jsou zvláštní kategorií emocionálně-citových stavů.
Vášeň (náruživost) je silný, hluboký a dlouhotrvající cit. Zmocňuje se celého člověka, jeho myšlenek i činností.
Známe vášeň sportovní, cestovatelskou, sběratelskou, filatelistické, čtenářskou, no i alkoholická (pijácké), kartársku, kuřáckou atd. společenskou hodnotu vášně určuje právě cílení. Vzpomeňme vášeň, která žene člověka hromadit majetek, vášeň pro práci, vědu, umění.
Síla a energie, které vášeň představují, mohou být cíleny a využity na pozitivní, hodnotné, užitečné, ale i na negativní, nízké cíle. Podle toho se vášně dělí na:
- Kladné – předmětem kladných vášní může být společensky užitečná a prospěšná (literární, umělecká apod.) Práce provedena s velkým zanícením a náruživostí. Člověk s vášnivým vztahem ke své práci, je schopen a ochoten překonat různé překážky a potíže,
- Záporné – předmětem záporných vášní bývají nízké a často nedůstojné cíle, v nichž člověk nachází uspokojení (alkoholismus, drogy, hazardní hry, sexuální zvrhlost apod.). Člověk v zajetí těchto vášní škodí nejen sobě, ale i svému okolí, rodině, společnosti.